# TSPAN7
TSPAN7 (англ. Tetraspanin 7) – білок, який кодується однойменним геном, розташованим у людей на X-хромосомі. Довжина поліпептидного ланцюга білка становить 249 амінокислот, а молекулярна маса — 27 574.
| 10         |  | 20         |  | 30         |  | 40         |  | 50         |
| ---------- |  | ---------- |  | ---------- |  | ---------- |  | ---------- |
| MASRRMETKP |  | VITCLKTLLI |  | IYSFVFWITG |  | VILLAVGVWG |  | KLTLGTYISL |
| IAENSTNAPY |  | VLIGTGTTIV |  | VFGLFGCFAT |  | CRGSPWMLKL |  | YAMFLSLVFL |
| AELVAGISGF |  | VFRHEIKDTF |  | LRTYTDAMQT |  | YNGNDERSRA |  | VDHVQRSLSC |
| CGVQNYTNWS |  | TSPYFLEHGI |  | PPSCCMNETD |  | CNPQDLHNLT |  | VAATKVNQKG |
| CYDLVTSFME |  | TNMGIIAGVA |  | FGIAFSQLIG |  | MLLACCLSRF |  | ITANQYEMV  |

A: Аланін

C: Цистеїн

D: Аспарагінова кислота

E: Глутамінова кислота

F: Фенілаланін

G: Гліцин

H: Гістидин

I: Ізолейцин

K: Лізин

L: Лейцин

M: Метіонін

N: Аспарагін

P: Пролін

Q: Глутамін

R: Аргінін

S: Серин

T: Треонін

V: Валін

W: Триптофан

Задіяний у такому біологічному процесі, як взаємодія хазяїн-вірус. 
Локалізований у мембрані.